# Szachy na Letniej Uniwersjadzie 2013
Szachy na Letniej Uniwersjadzie 2013 – zawody szachowe, rozegrane w dniach 9–15 lipca 2013. Do rozdania były 3 komplety medali.

## Tabela medalowa
| Klasyfikacja medalowa | Klasyfikacja medalowa | Klasyfikacja medalowa | Klasyfikacja medalowa | Klasyfikacja medalowa | Klasyfikacja medalowa |
| --------------------- | --------------------- | --------------------- | --------------------- | --------------------- | --------------------- |
| Miejsce               | Państwo               | Złoto                 | Srebro                | Brąz                  | Razem                 |
| 1                     | Chiny                 | 2                     | 1                     | 2                     | 5                     |
| 2                     | Filipiny              | 1                     | 0                     | 0                     | 1                     |
| 3                     | Armenia               | 0                     | 1                     | 0                     | 1                     |
| 3                     | Rosja                 | 0                     | 1                     | 0                     | 1                     |
| 5                     | Polska                | 0                     | 0                     | 1                     | 1                     |
| Razem                 | Razem                 | 3                     | 3                     | 3                     | 9                     |

## Medaliści
| Konkurencja | Złoto                                  | Srebro                                                            | Brąz                                                      |
| Mężczyźni   | Wesley So                              | Zawen Andriasjan                                                  | Li Chao                                                   |
| Kobiety     | Zhao Xue                               | Ju Wenjun                                                         | Tan Zhongyi                                               |
| Drużynowo   | Chiny · Ju Wenjun · Li Chao · Zhao Xue | Rosja · Anastasija Bodnaruk · Maksim Matłakow · Anastasija Sawina | Polska · Klaudia Kulon · Wojciech Moranda · Jacek Tomczak |